# مور ۲۶۰۲
سیارک ۲۶۰۲ (به انگلیسی: 2602 Moore، نامگذاری:1982BR) دو هزار و ششصد و دومین سیارک کشف شده‌است که در ۲۴ ژانویه ۱۹۸۲ کشف شد.
قدر مطلق سیارک برابر ۱۳٫۰۰ است.